# بترا دي بروين
بترا دي بروين (بالهولندية: Petra de Bruin)‏ مواليد 22 فبراير 1962 في نيوكوب، هولندا، هي دراج هولندية سابقة.

## سجل النتائج

### سباقات أو مراحل فازت بها
- بطولة العالم لسباق الدراجات على الطريق

## الميداليات
| الميدالية | المسابقة                                    |
| --------- | ------------------------------------------- |
| ذهبية     | بطولة العالم لسباق الدراجات على الطريق 1979 |

## روابط خارجية
- بترا دي بروين على موقع أرشيف الدراجات (الإنجليزية)
- بترا دي بروين على موقع إحصائيات الدراجات الإحترافية (الإنجليزية)